# Жёсткость воды
Жёсткость воды — совокупность химических и физических свойств воды, связанных с содержанием в ней растворённых солей щёлочноземельных металлов, главным образом кальция, магния и железа (так называемых солей жёсткости).

## Жёсткая и мягкая вода
Вода с большим содержанием солей называется жёсткой, с малым содержанием — мягкой. Термин «жёсткая» по отношению к воде исторически сложился из-за свойств тканей после их стирки с использованием мыла на основе солей жирных кислот — ткань, постиранная в жёсткой воде, более жёсткая на ощупь. Этот феномен объясняется, с одной стороны, сорбцией тканью кальциевых и магниевых солей жирных кислот, образующихся в процессе стирки на макроуровне. С другой стороны, волокна ткани обладают ионообменными свойствами и, как следствие, свойством сорбировать многовалентные катионы — на молекулярном уровне.
Различают временную (карбонатную) жёсткость, обусловленную гидрокарбонатами кальция и магния Са(НСО3)2; Mg(НСО3)2, и постоянную (некарбонатную) жёсткость, вызванную присутствием других солей, не выделяющихся при кипячении воды: в основном, сульфатов и хлоридов Са и Mg (CaSO4, CaCl2, MgSO4, MgCl2).
Жёсткая вода при умывании сушит кожу, в ней плохо образуется пена при использовании мыла, соли жёсткости придают воде вкус. Использование жёсткой воды вызывает появление осадка (накипи) на поверхностях нагревательных элементов бытовых приборов (электрочайники, кофеварки и кофемашины, электрические утюги, водонагреватели, стиральные и посудомоечные машины), посуды (чайники, кастрюли и т.д.), на некоторых деталях в других приборах (увлажнители воздуха), на стенках поверхностей нагрева в котлоагрегатах, в трубах и т. п. В то же время использование слишком мягкой воды может приводить к коррозии труб, так как в этом случае отсутствует кислотно-щелочная буферность, которую обеспечивает гидрокарбонатная (временная) жёсткость. Вкус природной питьевой воды, например воды родников, обусловлен именно присутствием и соотношением содержания различных солей жёсткости.
Жёсткость природных вод может варьироваться в довольно широких пределах и в течение года непостоянна. Увеличивается жёсткость из-за испарения воды, уменьшается в сезон дождей, а также в период таяния снега и льда.

## Единицы измерения
Для численного выражения жёсткости воды указывают концентрацию в ней катионов кальция и магния. Рекомендованная единица СИ для измерения концентрации — моль на кубический метр (моль/м³), однако, на практике для измерения жёсткости используются градусы жёсткости и миллиграмм-эквиваленты на литр (мг-экв/л).
В СССР до 1952 года использовали градусы жёсткости, совпадавшие с немецкими. В России для измерения жёсткости иногда использовалась нормальная концентрация ионов кальция и магния, выраженная в миллиграмм-эквивалентах на литр (мг-экв/л). Один мг-экв/л соответствует содержанию в литре воды 20,04 миллиграмм Ca2+ или 12,16 миллиграмм Mg2+ (атомная масса делённая на валентность).
С 1 января 2014 года в России введён межгосударственный стандарт ГОСТ 31865-2012 «Вода. Единица жёсткости». По новому ГОСТу жёсткость выражается в градусах жесткости (°Ж). 1 °Ж соответствует концентрации щелочноземельного элемента, численно равной 1/2 его миллимоля на литр (1 °Ж = 1
мг-экв/л).
Иногда указывают концентрацию, отнесённую к единице массы, а не объёма, особенно если температура воды может изменяться или если вода может содержать пар, что приводит к существенным изменениям плотности.
В разных странах использовались (иногда используются до сих пор) различные внесистемные единицы — градусы жёсткости.
| Градус       | Обозначение                                                                                | Определение                                                                              | Величина | Величина |
| Градус       | Обозначение                                                                                | Определение                                                                              | °Ж       | ммоль/л  |
| ------------ | ------------------------------------------------------------------------------------------ | ---------------------------------------------------------------------------------------- | -------- | -------- |
| Немецкий     | °dH (deutsche Härte), °dGH (degrees of general hardness), °dKH (для карбонатной жёсткости) | 1 часть оксида кальция (СаО) или 0,719 частей оксида магния (MgO) на 100 000 частей воды | 0,3566   | 0,1783   |
| Английский   | °e или °Clark                                                                              | 1 гран CaCO3 на 1 английский галлон воды                                                 | 0,2848   | 0,1424   |
| Французский  | °TH или °F                                                                                 | 1 часть CaCO3 на 100 000 частей воды                                                     | 0,1998   | 0,0999   |
| Американский | ppm                                                                                        | 1 часть CaCO3 на 1 000 000 частей воды                                                   | 0,0200   | 0,0100   |
| Американский | gpg (grain per gallon)                                                                     | 1 гран CaCO3 на 1 американский галлон воды                                               | 0,3420   | 0,1710   |

По величине общей жёсткости различают воду мягкую (≤2 °Ж), средней жёсткости (≤10 °Ж) и жёсткую (>10 °Ж).
Жёсткость воды поверхностных источников существенно колеблется в течение года; она максимальна в конце зимы, минимальна — в период паводка, например, жёсткость волжской воды в марте — 4,3 °Ж, в мае — 0,5 °Ж. В подземных водах жёсткость обычно выше (до 8-10, реже до 15-20 °Ж) и меньше изменяется в течение года.

## Методы устранения
Устранение избыточной жёсткости воды является одним из этапов водоподготовки.
- Термоумягчение. Основан на кипячении воды, в результате термически нестойкие гидрокарбонаты кальция и магния разлагаются с образованием накипи:

{\displaystyle {\mathsf {Ca(HCO_{3})_{2}{\xrightarrow[{}]{^{o}t}}CaCO_{3}\downarrow +CO_{2}+H_{2}O}}}
Кипячение устраняет только временную (карбонатную) жёсткость. Находит применение в быту.
- Реагентное умягчение. Метод основан на добавлении в воду кальцинированной соды Na2CO3 и/или гашёной извести Ca(OH)2 (известкование и содоизвесткование воды). При этом соли кальция и магния переходят в нерастворимые соединения и, как следствие, выпадают в осадок. Например, добавление гашёной извести приводит к переводу солей кальция в нерастворимый карбонат:

{\displaystyle {\mathsf {Ca(HCO_{3})_{2}+Ca(OH)_{2}\rightarrow 2CaCO_{3}\downarrow +2H_{2}O}}}
Лучшим реагентом для устранения общей жесткости воды является ортофосфат натрия Na3PO4, входящий в состав большинства препаратов бытового и промышленного назначения:
{\displaystyle {\mathsf {3Ca(HCO_{3})_{2}+2Na_{3}PO_{4}\rightarrow Ca_{3}(PO_{4})_{2}+6NaHCO_{3}}}}
{\displaystyle {\mathsf {3MgSO_{4}+2Na_{3}PO_{4}\rightarrow Mg_{3}(PO_{4})_{2}\downarrow +3Na_{2}SO_{4}}}}
Ортофосфаты кальция и магния очень плохо растворимы в воде, поэтому легко отделяются механическим фильтрованием. Этот метод оправдан при относительно больших расходах воды, поскольку связан с решением ряда специфических проблем: фильтрации осадка, точной дозировки реагента.
- Катионирование. Метод основан на использовании ионообменной гранулированной загрузки (чаще всего ионообменные смолы). Такая загрузка при контакте с водой поглощает катионы солей жёсткости (кальций и магний, железо и марганец). Взамен, в зависимости от ионной формы, отдаёт ионы натрия (умягчение) или водорода (обессоливание). Эти методы соответственно называются Na-катионирование и Н-катионирование. При правильно подобранной ионообменной загрузке жёсткость воды снижается при одноступенчатом натрий-катионировании до 0,05-0,1 °Ж, при двухступенчатом — до 0,01 °Ж.

В промышленности с помощью ионообменных фильтров заменяют ионы кальция и магния на ионы натрия и калия, получая мягкую воду, либо замещают ионы натрия, калия, кальция и магния на ионы водорода, получая обессоленную воду.
Na-катионирование нашло широкое применение в промышленности, в энергетике применяется для обработки воды на подпитку теплосетей и для обработки питательной воды для котлов низкого давления (как правило, котлы не энергетического, а исключительно технологического назначения). H-катионирование применяется для подготовки воды для энергетических котлов среднего и высокого давления, а также для котлов сверхкритического давления, так как в таком случае требования к качеству воды значительно выше.
- Обратный осмос. Метод основан на прохождении воды через полупроницаемые мембраны (как правило, полиамидные). Вместе с солями жёсткости удаляется и большинство других солей. Эффективность очистки может достигать 99,9 %.

Различают нанофильтрацию (условный диаметр отверстий мембраны равен единицам нанометров) и пикофильтрацию (условный диаметр отверстий мембраны равен единицам пикометров). В качестве недостатков данного метода следует отметить:
- необходимость предварительной подготовки воды, подаваемой на обратноосмотическую мембрану;
- относительно высокая стоимость 1 л получаемой воды (дорогое оборудование, дорогие мембраны);
- низкую минерализацию получаемой воды (особенно при пикофильтрации). Вода становится практически дистиллированной.

- Электродиализ. Основан на удалении из воды солей под действием электрического поля. Удаление ионов растворенных веществ происходит за счёт специальных мембран. Так же как и при использовании технологии обратного осмоса, происходит удаление и других солей, помимо ионов жёсткости.

Полностью очистить воду от солей жёсткости можно дистилляцией.

## Клиническое значение
Потребление жёсткой или мягкой воды обычно не является опасным для здоровья, однако в российских нормах указывается, что высокая жёсткость способствует образованию мочевых камней, а низкая — незначительно увеличивает риск сердечно-сосудистых заболеваний.
Использование жёсткой воды для питания и купания новорожденных увеличивает риск атопического дерматита и/или экземы у детей. Средний возраст первых симптомов — 3 мес. Причем появление экземы запускает механизм развития аутоаллергии по цепочке «атопический марш» — от экземы к пищевой аллергии и астме.